# Куп Југославије у одбојци
Куп СФР Југославије је био национални одбојкашки куп СФР Југославије који се одржавао у организацији Одбојкашког савеза СФР Југославије.

## Историја
Прво такмичење у купу одиграно је 1950. године под називом Зимски куп. Међутим национални куп почиње да се игра тек од 1958. године. Такмичење је нередовно одржавано све до 1971, од тада па све до 1991. одржавано је у континуитету, када је престало да постоји услед распада СФРЈ. Све сезоне купа одигране су турнирски.

## Освајачи купа
| 1950.    | ОК Партизан            | ОК Београд         |             |             |             |             |
| 1958/59. | ОК Југославија Београд | ХАОК Младост       |             |             |             |             |
| 1959/60. | ОК Црвена звезда       | ХАОК Младост       |             |             |             |             |
| 1960/61. | ОК Партизан            | ХАОК Младост       |             |             |             |             |
| 1961.    | ОК Југославија Београд | ХАОК Младост       |             |             |             |             |
| 1962.    | ОК Југославија Београд | ХАОК Младост       |             |             |             |             |
| 1963/64. | ОК Партизан            | ОК Јединство Брчко |             |             |             |             |
| 1965.    | није одржан            | није одржан        | није одржан | није одржан | није одржан | није одржан |
| 1966.    | није одржан            | није одржан        | није одржан | није одржан | није одржан | није одржан |
| 1967.    | није одржан            | није одржан        | није одржан | није одржан | није одржан | није одржан |
| 1968.    | није одржан            | није одржан        | није одржан | није одржан | није одржан | није одржан |
| 1969.    | није одржан            | није одржан        | није одржан | није одржан | није одржан | није одржан |
| 1970.    | није одржан            | није одржан        | није одржан | није одржан | није одржан | није одржан |
| 1971.    | ОК Партизан            | ОК Црвена звезда   |             |             |             |             |
| 1972.    | ОК Црвена звезда       | ОК Партизан        |             |             |             |             |
| 1973.    | ОК Црвена звезда       | ГИК Банат Зрењанин |             |             |             |             |
| 1974.    | ОК Партизан            | ОК Босна Сарајево  |             |             |             |             |
| 1975.    | ОК Црвена звезда       | ОК Партизан        |             |             |             |             |
| 1976/77. | ОК Војводина           | ОК Партизан        |             |             |             |             |
| 1977/78. | ХАОК Младост           | ОК Партизан        |             |             |             |             |
| 1978.    | ОК Рибница             | ХАОК Младост       |             |             |             |             |
| 1979.    | ОК Вардар Скопље       | ОК Рибница         |             |             |             |             |
| 1980.    | ХАОК Младост           | ГИК Банат Зрењанин |             |             |             |             |
| 1981.    | ХАОК Младост           | ОК Војводина       |             |             |             |             |
| 1982.    | ОК Босна Сарајево      | ОК Партизан        |             |             |             |             |
| 1983.    | ХАОК Младост           | ОК Ставбар Марибор |             |             |             |             |
| 1984.    | ХАОК Младост           | ОК Партизан        |             |             |             |             |
| 1985.    | ХАОК Младост           | ОК Босна Сарајево  |             |             |             |             |
| 1986.    | ХАОК Младост           | ОК Војводина       |             |             |             |             |
| 1987.    | ОК Војводина           | ОК Босна Сарајево  |             |             |             |             |
| 1988.    | ХАОК Младост           | ОК Војводина       |             |             |             |             |
| 1989.    | ОК Партизан            | ОК Црвена звезда   |             |             |             |             |
| 1990.    | ОК Партизан            | ОК Војводина       |             |             |             |             |
| 1991.    | ОК Црвена звезда       | ОК Војводина       |             |             |             |             |

## Успешност клубова
| Клуб                   | Првак | Други | Година (првак)                                     | Година (други)                               |
| ---------------------- | ----- | ----- | -------------------------------------------------- | -------------------------------------------- |
| ХАОК Младост Загреб    | 8     | 6     | 1977/78, 1980, 1981, 1983, 1984, 1985, 1986, 1988. | 1958/59, 1959/60, 1960/61, 1961, 1962, 1978. |
| ОК Партизан            | 7     | 6     | 1950, 1960/61, 1963/64, 1971, 1974, 1989, 1990.    | 1972, 1975, 1976/77, 1977/78, 1982, 1984.    |
| ОК Црвена звезда       | 5     | 2     | 1959/60, 1972, 1973, 1975, 1991.                   | 1971, 1989.                                  |
| ОК Југославија Београд | 3     | -     | 1958/59, 1961, 1962.                               |                                              |
| ОК Војводина           | 2     | 5     | 1976/77, 1987.                                     | 1981, 1986, 1988, 1990, 1991.                |
| ОК Босна Сарајево      | 1     | 3     | 1982.                                              | 1974, 1985, 1987.                            |
| ОК Рибница             | 1     | 1     | 1978.                                              | 1979.                                        |
| ОК Вардар Скопље       | 1     | -     | 1979.                                              | -                                            |
| ГИК Банат Зрењанин     | -     | 2     | -                                                  | 1973, 1980.                                  |
| ОК Ставбар Марибор     | -     | 1     | -                                                  | 1983.                                        |
| ОК Јединство Брчко     | -     | 1     | -                                                  | 1963/64.                                     |
| ОК Београд             | -     | 1     | -                                                  | 1950.                                        |